# Landmilitsen
I 1701 oprettedes der en landmilits af Frederik 4.
Hver 20 tdr. hartkorn skulle stille en soldat til rådighed, og træningen foregik hver søndag, Soldaterne skulle møde op foran kirken for at træne i eksercits i to timer før gudstjenesten, og én gang årligt blev der holdt en regimentsøvelse.
Forordninger om pas, løn og skudsmål medførte en reel stavnsbinding af de værnepligtige. Fra 1733 indrulleredes alle bønder fra de var 18 til de blev 40, og senere til de blev 45. Det blev indført i deres fæstekontrakter, at hvis de gik fra gården, mens de var indrullerede, skulle de være soldat på fuld tid.
Soldaterne blev kommanderet på tysk af lejede tyske officerer, og tjenesten, der varede op til 8 år, var meget forhadt. Soldaternes våben skulle opbevares i kirkens våbenhus, så de ikke blev misbrugt til ulovlig jagt.